# Мацієвич Левко Макарович
Маціє́вич Левко Мака́рович (1 (13) січня 1877, с.м.т. Олександрівка, Чигиринський повіт, Київська губернія, Російська імперія — 24 вересня (7 жовтня) 1910, Санкт-Петербург, Російська імперія) — корабельний інженер Російської імперії та перший авіатор українського походження, суднобудівник, автор проєктів кораблів, підводних човнів, протимінних заслонів, морських аеропланів тощо, український громадський і політичний діяч. Один із засновників Революційної української партії (РУП).

## Походження, родина
Народився в сім'ї міщанина, службовця цукрового заводу.
Батько — Мацієвич Макар Дмитрович(1850—1928), бухгалтер, згодом — управляючий цукроварні в Олександрівці, що її орендував Торговий дім братів Яхненків і Симиренка.
Мати — Тетяна Федорівна Підгаєцька, донька священика сільського приходу Київської єпархії.
В родині Мацієвичів було 7 дітей. До 1960-х років дожила лише молодша сестра Л.Мацієвича — Оксана Макарівна (тривалий час працювала вчителькою в Обояні та Харкові). Нині з нащадків роду Мацієвичів до останнього часу була на цьому світі донька наймолодшого брата, Євгена Макаровича, — Тетяна (1924-2013) та її сини — Юрій (* 1954) і Сергій (* 1960) Сахни (всі мешкають у Києві).
Дружина — Олександра. Після загибелі Лева Макаровича вдруге вийшла заміж, після 1917 емігрувала з донькою до Франції. Подальша їхня доля не відома.

## Освіта

Меморіальна дошка на будинку, в котрому навчався молодий Лев Мацієвич

1886–1895 — навчався у 3-й Київській гімназії на Подолі, де виявив нахил до математики, фізики, хімії, іноземних мов і класичної літератури. Закінчив гімназію з лише добрими та відмінними оцінками.
1895 — вступив на механічне відділення Харківського технологічного інституту. Під час навчання входив до харківської Української студентської громади, який видавав і поширював книги рідною мовою. Серед його друзів тієї пори був, зокрема, Гнат Хоткевич.
У цей час Мацієвич демонстративно перейшов на українську мову, розмовляв і листувався нею не лише у колі однодумців, як робила тоді більшість українофілів, а й у сімейному колі, активно долучаючи близьких до української культури. Його сестри (старші Мелітина й Олександра та молодша Оксана) склали основу «жіночої української громади» та входили до самодіяльного українського театру в Харкові, під керівництвом Гната Хоткевича.
Був делегатом на Другий всеукраїнський студентський з'їзд у Києві в серпні 1899 року від харківської Студентської Громади, разом із Д. Антоновичем та М. Русовим. Після закінчення з'їзду поїхав закордон до Львова, у відрядження від Громади, щоб видрукувати відозву й постанови з'їзду.

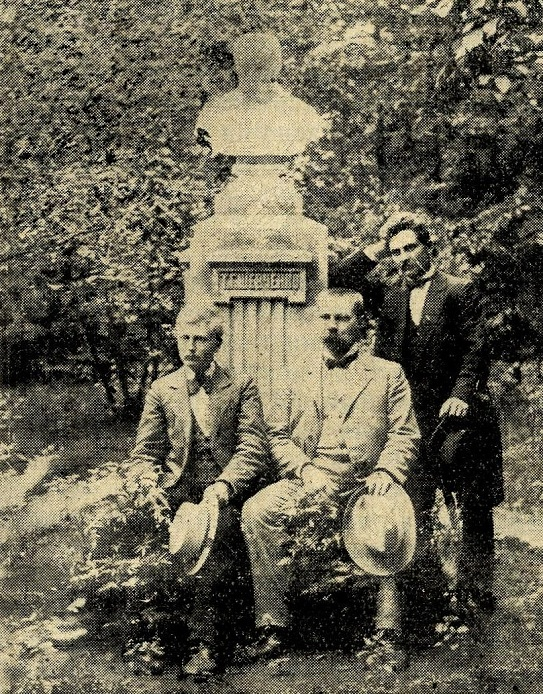
Левко Мацієвич, Микола Міхновський та актор Северин Паньківський (стоїть) біля першого в Україні пам'ятника Тарасові Шевченку на території садиби Алчевських у Харкові. Орієнтовно 1900 р.

1900 — разом із Митьком Антоновичем, Мишком Русовим, Бонькою Камінським та іншими був серед засновників Революційної Української Партії (РУП).
За активну громадську діяльність навесні 1901 року був виключений із інституту. Виїхав із Харкова до Севастополя, там по вільному найму поступив на роботу креслярем в креслярську майстерню Севастопольського військового порту. Працював над дипломним проєктом.
Квітень 1902 — захистив дипломний проєкт комерційного пароплава та одержав диплом Харківського технологічного інституту на звання інженера-технолога.
Жовтень 1902 — представивши комісії Морського інженерного училища (в Кронштадті) до захисту проєкт броненосного крейсера (проєкт одержав найвищу оцінку), був зарахований на державну службу по Морському відомству.
1906 — закінчив за 1-м розрядом Миколаївську морську академію в Петербурзі (кораблебудівне відділення).
1907 — закінчив спеціальний курс УОПП (навчального загону підводного плавання) в Лібаві, був зарахований в «Списки офіцерів підводного плавання».

## Державна служба
1902 — зарахований на державну службу в Корпус корабельних інженерів Морського відомства Російської імперії. Одержав посаду молодшого помічника судобудівника в Севастопольському порту.
У Севастополі брав участь у спорудженні крейсера 1-го рангу «Очаків», здійснив технічні розрахунки і спостерігав за ходом будівництва і ремонтом суден.
Від березня 1903 обіймав посади члена приймальної комісії на Севастопольському рейді, старшого помічника суднобудівника по спорудженню броненосця «Іоан Златоуст».
1904 — розробив проєкт бона Севастопольського порту.
1905 — розробив два проєкти протимінних заслонів.
Березень 1907 — перейменований з чину «старший помічник судобудівника» в чин штабс-капітана Корпусу корабельних інженерів.
Червень 1907 — у Кілі (Німеччина) спостерігав за будівництвом для російського флоту підводних човнів «Карп», «Карась» і «Камбала».
Грудень 1907 — призначений спостерігачем за спорудженням субмарин на Балтійському суднобудівному і механічному заводах (Петербург).
1908 — призначений помічником начальника конструкторського бюро Морського технічного комітету Російської імперії.
1908 — розробив проєкт захисту бойових кораблів від атак торпедами.
1908 ― одним з перших в світі розробив проєкт авіаносця, взявши за основу крейсер «Адмірал Лазарєв». Проєктна довжина мала 77 м, ширина ― 15. Ангар для літаків мав розташувати 15 бортів, які піднімали два ліфти. Пости керування і димарі мали бути встановлені уздовж бортів. Згодом розробляє варіант на 25 літаків.
Автор 14 проєктів підводних човнів (деякі ідеї, закладені в них, випередили свій час).
На початку 1908 року захопився авіацією, теорією та практикою повітроплавання.
Розробив тип літального апарата, здатного піднятися з палуби морського судна.
Разом із авіатором Єфімовим здійснив перші нічні польоти, працював над пристроєм, який мав рятувати льотчиків під час вимушеної посадки на воду, почав писати книгу «Повітроплавання у морській війні».
Березень 1909 — підвищений до чину капітана Корпусу корабельних інженерів.
Травень 1910 — після створення в Росії Відділу повітряного флоту (шеф — великий князь Олександр Михайлович) Мацієвич очолив групу зі 7 російських офіцерів, відряджених до Франції для вивчення авіаційного пілотажу (мав також завдання з закупівлі аеропланів). Перебуваючи у Франції, вивчав креслення й авіаційну літературу, багато часу провів у майстернях, де виготовляли аероплани. Відвідав 7 аеродромів, де детально ознайомився з будовою аеропланів і дирижаблів. Одночасно як голова комісії побував у Брюсселі і їздив до Британії, де оглянув близько 20 систем літальних апаратів. Постійно літав на аероплані «Фарман», одержав посвідчення авіатора № 178 (це фактично означало входження до двох сотень перших у світі льотчиків).
У вересні 1910 повернувся до Санкт-Петербурга і взяв активну участь у Першому всеросійському святі повітроплавання, де завоював кілька призів і став улюбленцем столичної публіки.

## Громадська діяльність
Разом зі своїм інститутським другом Олександром Коваленком (теж офіцером Чорноморського флоту) створив у Народному домі Севастополя самодіяльний робітничий театр з українським репертуаром, організовував вечори пам'яті Тараса Шевченка.
1903 — брав участь в урочистостях, присвячених відкриттю в Полтаві пам'ятника І.Котляревському, сфотографувався разом із учасниками свята — видатними діячами українського національного руху (Микола Міхновський, Михайло Старицький, Євген Чикаленко, Микола Аркас, Сергій Єфремов, Олена Пчілка, Михайло Коцюбинський, Леся Українка тощо).
1904 — начальник Таврійського жандармського управління двічі повідомляв, що Мацієвич перебуває під таємним наглядом «ввиду агентурних указаний на то, что он усиленно агитировал среди рабочих Севастопольского порта».
Брав активну участь у діяльності української громади Санкт-Петербурга.

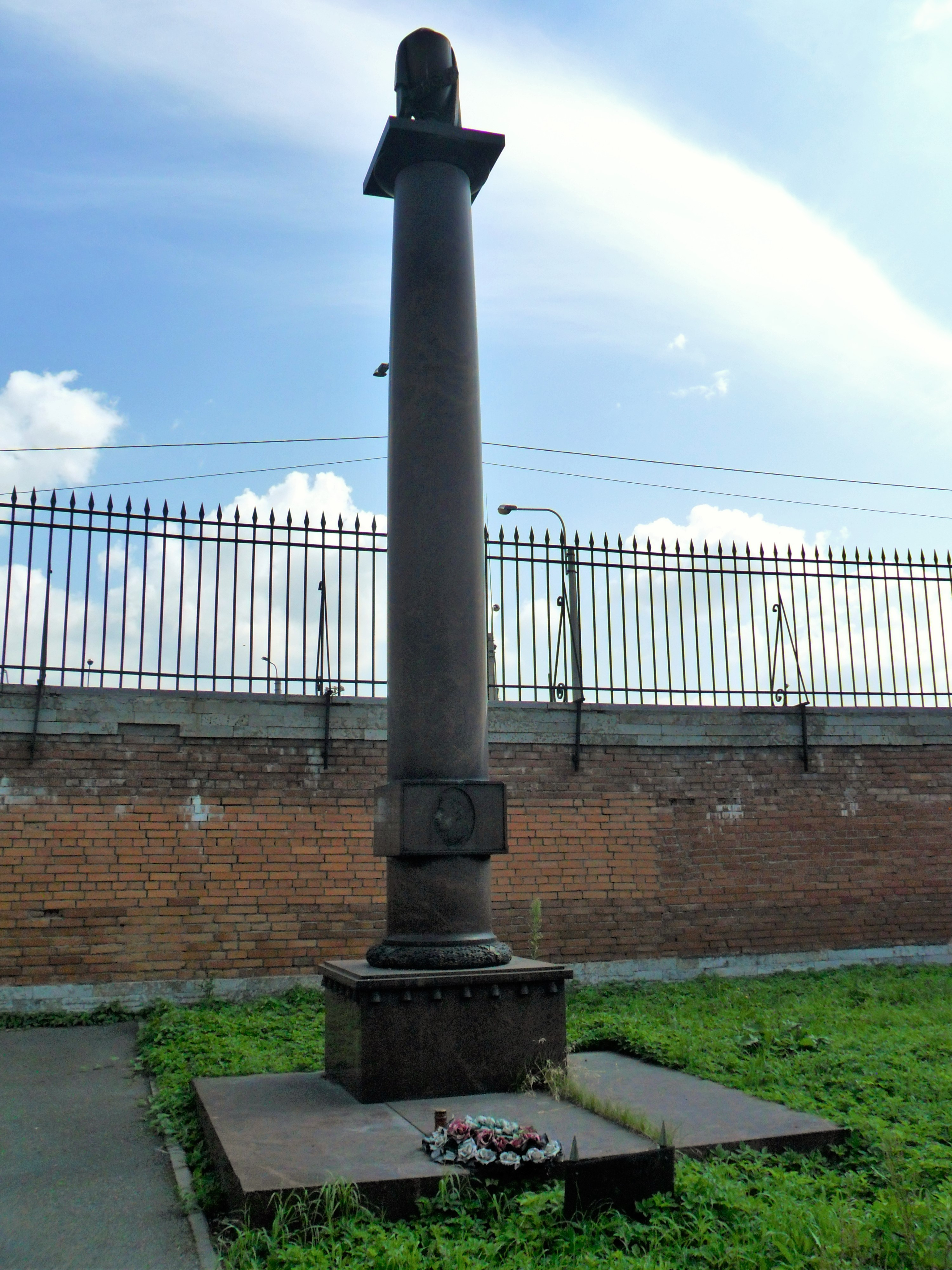
Пам"ятник Мацієвичу на Нікольському цвинтарі Олександро-Невської лаври в Санкт-Петербурзі

Фінансово підтримував український національний рух.
Серед друзів і знайомих Мацієвича були Михайло Коцюбинський, Микола Вороний, Олександр Олесь, Григорій Коваленко-Коломацький, Борис Лазаревський, Костянтин Арабажин, Людмила Василевська (Дніпрова Чайка), Христина Алчевська, Микола Міхновський, Симон Петлюра, Гнат Хоткевич, Юрій Коллард, Олександр Коваленко, Микола Левитський.

## Загибель
Загинув в авіакатастрофі під час польоту над Комендантським полем поблизу Санкт-Петербурга на очах десятків тисяч глядачів, ставши таким чином першою жертвою російської авіації.
Комісія встановила причину катастрофи. У польоті на висоті 385 метрів (це вдалося визначити за уцілілою барограмою) лопнула дротяна розтяжка перед мотором; вона потрапила у гвинт, одна з лопатей гвинта розлетілася на шматки; дріт накрутився на вал мотора, на залишки гвинта, натягнувся — і лопнули інші розтяжки. Аероплан втратив жорсткість, клюнув носом; авіатор, відкинув тіло назад, щоб вирівняти машину, та випав. Якби і не випав, все одно ніщо не врятувало б його. Протокол підписали: полковник Найдьонов, авіатори Михайло Єфімов і Генріх Сегно.
Похорон капітана Мацієвича 28 вересня (11 жовтня) 1910 перетворився на багатолюдну маніфестацію, якої Петербург не бачив від часу смерті Федора Достоєвського. На похоронах Симон Петлюра поклав вінок з синьо-жовтою (з українськомовним написом) та червоною стрічками.

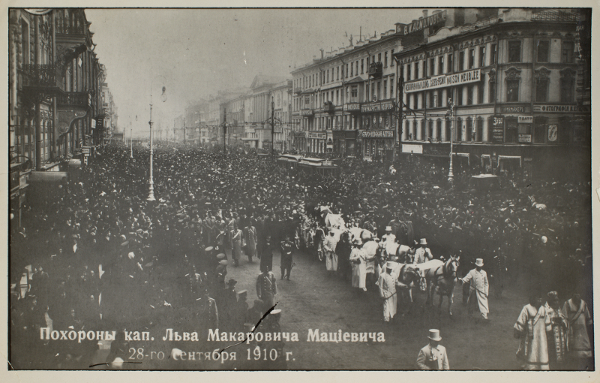
Похоронна процесія авіатора Лева Мацієвича

Похований на Нікольському кладовищі Олександро-Невської лаври в Петербурзі. На його могилу поклали 350 вінків.

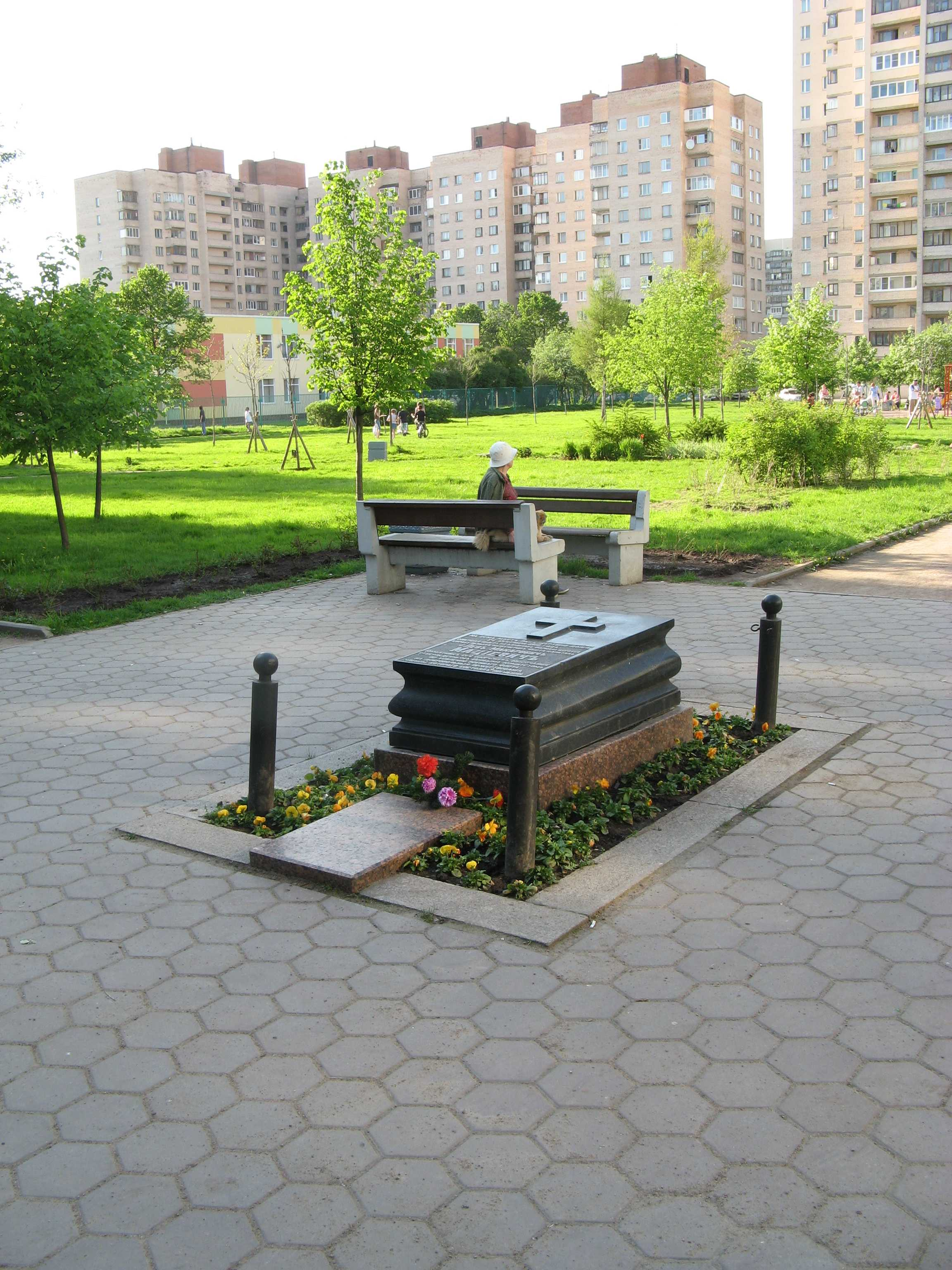
Пам'ятний камінь на місці загибелі Лева Мацієвича

На могилі Мацієвича за кошти, зібрані всенародними пожертвами, встановлено пам'ятник у вигляді 8-метрової колони з червоного фінляндського граніту (автор — Іван Фомін, в майбутньому автор будинку Уряду України в Києві).

## Вшанування пам'яті
На місці загибелі льотчика покладено гранітну меморіальну плиту (зараз це ріг Аеродромної вул. та Серебристого бульвару). Неподалік від неї — площа Льва Мацієвича.
1911 — при Харківському технологічному інституті відкрито аеросекцію, якій присвоїли ім'я випускника інституту Л. Мацієвича.
На головному авдиторному корпусі Харківського політехнічного інституту (колишній технологічний) встановлено меморіальну таблицю на честь Л. Мацієвича.
1997 — на фасаді одного з будинків у містечку Олександрівка також встановили меморіальну таблицю, напис на якій повідомляє, що тут народився Левко Мацієвич, «піонер авіації і визначний діяч соціал-демократичного руху України».
У краєзнавчому музеї Олександрівки зберігаються матеріали, присвячені видатному авіатору.
Архів родини Мацієвичів, збережений Оксаною Мацієвич, нині знаходиться в родини політика і громадського діяча, одного з останніх нащадків славного роду — Юрія Сахна (м. Київ).
18 вересня 2015 року на батьківщині Лева Мацієвича, смт Олександрівка Кіровоградської області, з ініціативи В. Кобзаря, В. Панченка, І. Петренка на громадські кошти встановлено пам'ятник скульптора В. Френчка.
31 жовтня 2016 р. в Києві на Будинку дитячої творчості (Контрактова площа, 12) з ініціативи В'ячеслава Брюховецького, Володимира Панченка та письменника Володимира Кобзаря встановлено меморіальну дошку, де, зокрема, викарбувано слова: «У цьому будинку, приміщенні колишньої Третьої київської гімназії, протягом 1886—1895 рр. навчався майбутній перший український авіатор, інженер-конструктор, громадський діяч Левко Мацієвич».
З 2017 року в Києві існує вулиця Левка Мацієвича. У місті Львів є вулиця Мацієвича.
13 січня 2017 року на державному рівні в Україні відзначався ювілей — 140 років з дня народження Лева Мацієвича (1877—1910), інженера, авіатора, громадського і політичного діяча.
9 лютого 2023 року у місті Кропивницький вулицю Леваневського перейменували на вулицю Левка Мацієвича.
У місті Полтава провулок Третякова перейменували на провулок Левка Мацієвича.

## У літературі та мистецтві
- Під враженням трагічної смерті Мацієвича 1910 р. М. Вороний присвятив авіатору поезію «Ікар», створену ще 1902, вперше надруковану в альманасі «З-над хмар і долин» (1903)[16].
- Микола Морозов, який був одним із пасажирів Мацієвича та очевидцем його загибелі, присвятив загиблому авіаторові вірш «Пам'яті Л. М. Мацієвича».
- 1910—1912 — Олександр Блок описав останній політ Лева Мацієвича в поезії «Авіатор».
- 1953 — У романі Леоніда Леонова «Російський ліс» епізод загибелі пілота Мацієвича вплетено в художню тканину твору як тло сюжетних подій.
- 1975 — у романі Валентина Пікуля «Нечиста сила» докладно зображено політ Л. М. Мацієвича з пасажиром на борту — прем'єр-міністром Російської імперії Петром Столипіним, а також згадано про обставини загибелі авіатора та про його велелюдний похорон у Петербурзі.
- 1993 — документальний фільм, присвячений життю і діяльності Л. М. Мацієвича «Два крила Левка Мацієвича» (студія «Укртелефільм», режисер В. Гузик, сценарист В. Колодяжний). Автор ідеї створення фільму — українська письменниця та історик авіації Корольова Євгенія Володимирівна (племінниця авіатора М. Н. Єфімова[17]).